# Enrique González Mántici

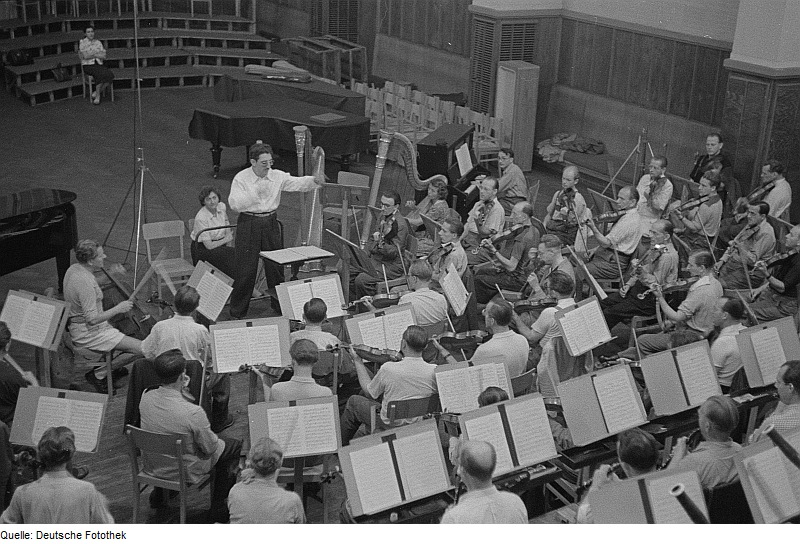
Orchesterprobe mit dem kubanischen Dirigenten Enrique González Mántici (1951)

Enrique González Mántici (* 4. November 1912 in Sagua la Grande, Las Villas; † 29. Dezember 1974 in Havanna) war ein kubanischer Dirigent, Violinist und Komponist.

## Leben und Wirken
González hatte Violinunterricht bei José Valls und studierte dann Komposition bei Rafael Pastor Marco und Emilio Grenet und Dirigieren bei Erich Kleiber. Am Moskauer Konservatorium war er Schüler von Nikolai Anossow, Leo Ginsburg und Alexander Gauk.
Er wurde Erster Violinist des Orquesta Sinfónica de La Habana, Direktor des Rundfunkorchesters Mil Diez sowie musikalischer Leiter der Sociedad Pro-Arte Musica und des Orchesters des Ballet Nacional de Cuba und gründete das Instituto Nacional de Música. 1961 wurde er Direktor des Orquesta Sinfónica Nacional. Später wirkte er als Professor für Orchesterleitung an der Escuela Nacional de Arte.
Anfang der 1960er Jahre trat er als Dirigent in Osteuropa, Lateinamerika und China auf. 1962 war er Ehrengast des Internationalen Tschaikowski-Wettbewerbes in Moskau und 1964 Juror für Violine beim Enescu-Wettbewerb in Bukarest. Bei einer Reise durch die Sowjetunion und China 1963 dirigierte er die Leningrader Philharmoniker, das Radiosinfonieorchester Moskau, Orchester in Armenien und Georgien sowie das Zentrale Sinfonieorchester von Peking.  Bei Konzerten in Polen, der DDR, Rumänien, Ungarn und Bulgarien begleitete er Musiker wie Dawid Oistrach, Leonid Kogan, Mstislaw Rostropowitsch, Evelio und Cecilio Tieles.
Zu seinen Schülern zählten u. a. Manuel Duchesne und Carlos Fariñas.

## Werke
- Primer concierto para violín y orquesta, 1953
- Pregon y danza para orquesta, 1954
- Segundo concierto para violín y orquesta, 1957
- Tres piezas para piano, 1960
- Cimarrón, 1960
- Guerrillero, Marsch, 1960
- Tríptico vocal für Sopran und Klavier, 1966
- Sinfonía concertante für Cello und Orchester, 1966
- Tríptico für Streichorchester, 1966
- Trío für Klarinette, Oboe und Fagott, 1966
- El circo, Ballett, 1966
- Mestiza, Ballett nach Cecilia, 1966